# Французское завоевание Вадаи
Французское завоевание Вадаи (фр. Guerre du Ouaddaï) — вооружённый конфликт, начатый правительством Франции против королевства Вадаи, расположенного в Африке на территории покрытого горами региона с одноимённым названием в восточной части Чада — центральной части Судана, в 1909 году и окончившийся в 1911 году. В результате военных действия территория Вадаи была аннексирована и вошла в состав Французской колониальной империи.
В XIX веке караванщики, узнавшие о существовании наиболее безопасного по отношению к другим маршрута Абеше—Бенгази (ставшим возможным благодаря поддержанию держащегося на территории региона уровня стабильности рядом влиятельных правящих в Вадаи королей, или, как их ещё называли, колаков (аль-Шариф (годы правления: 1835—1858), Али (годы правления: 1858—1874) и Юсуф (годы правления: 1874—1898)), предпочли его остальным существовавшим в то время маршрутам. В годы проводившейся в 1906—1914 годах оккупации территории региона Францией проходивший по территории Сахары торговый путь прекратил своё существование.

## Предыстория
Расположенный на границе пустыни Сахара и густых лесов Экваториальной Африки, регион Вадаи является, таким образом, местом встречи исламской и африканской культур. Ислам стал играть преобладающую роль в регионе, хоть власть здесь издавна находилась в руках представителей негроидной расы. О существовании султаната Вадаи в Европе было известно из трудов арабских географов, но только после посещения страны Густавом Нахтигалем в 1873 году было получено детальное описание.
В начале XVII века территория нагорья Вадаи находилась под властью султанов Дарфура. Основным населением здесь был народ маба. Согласно местным преданиям, в XV—XVI веках в Вадаи правили цари из династии Тунджур, имевшие свою столицу в Кадаме. Они не были мусульманами, хотя некоторые из них носили арабские имена.
Ислам распространился среди маба благодаря мусульманскому законоучителю Абд ал-Кариму, возводившему свой род к халифам Аббасидам. Он прибыл в Вадаи из царства Багирми, где в Биддери основал небольшую мусульманскую общину. Когда число его последователей умножилось, Абд ал-Карим призвал их начать священную войну против клана Тунджур. Победа в этой войне осталась за мусульманами, которые захватили последнего кадамского царя, носившего имя Давид, и убили его. После этого Абд ал-Карим провозгласил себя колаком (султаном) и около 1635 г. основал город Вара, сделавшийся более чем на три столетия столицей маба.
Султанат Вадаи простирался до суданской области Дарфур, которая стала английским владением лишь после британской экспедиции в 1916 году. Географически это — каменистая полупустынная местность, изобилующая холмами, с частично покрытыми лесом долинами. В области Дар-Тар высоты достигают 1200 метров.
Население султаната, состоящее из разных племён, в жизни которых важное место занимала работорговля, составляло три социальных класса: высший класс (hourin), класс крестьян (mesakin), и рабов (abyd). Во главе государства стоял султан (kolak) с личной свитой из 1400 человек. Султаны правили империей Вадаи почти 400 лет, опираясь на вождей (agad) и сельских старейшин (mandjak). Государство делилось на провинции, правители которых удерживали в свою пользу часть налогов. В XIX веке в районах расселения маба феодально-зависимые крестьяне платили фиксированную ренту; применялся труд рабов. На окраинах, населённых не-мусульманами, вадайская знать собирала неограниченную дань.
Из-за политической стабильности, царившей в Вадаи, и связанной с ней безопасностью передвижения, по территории султаната пролегал наиболее прибыльный транссахарский маршрут из Средиземного моря к Чёрной Африке. От Абеше, являвшегося самым крупным городом на территории современного Чада, путь разделялся на два, проходя через Дар-Фур до селения Эль-Фашер: северный торговый маршрут по землям Дар-Тама, и южный паломнический маршрут — через земли племён масалитов. Уходя же к северу, этот маршрут соединял Абеше с Бенгази и оазисами Куфра.
В последнее десятилетие XIX века влияние Франции, продвигавшейся из Конго и от Нигера, стало всё сильней ощущаться в Вадаи — англо-французское соглашение 21 марта 1899 года отнесло Вадаи к французской сфере влияния. Между тем, в самом Вадаи вспыхнула гражданская война. В 1900 году султан Ибрахим умер от раны, полученной в бою, а ему наследовал Ахмед Абу Аль-Газали ибн Али. Тот был предупреждён шейхом Сенусси (Senussi el Mandi) об опасности, исходящей от прихода в регион христиан (то есть французов), но пренебрёг этой опасностью из-за противостояния с князьями Дудмуррой (братом Ибрагима) и Асилом. Газил и Дудмурра, хотя и являлись членами королевской семьи, по линии матери не принадлежали народности маба; лишь Асил, внук султана Мухаммеда Шарифа, был чистым маба по происхождению.
В декабре 1901 Абу Газали был изгнан из столицы князем Асилом, но этим переворотом воспользовался Дудмурра. Он захватил Абу Газали в плен и ослепил его. Асил бежал в Келкеле, к западу от озера Фитри, и вступил в переговоры с французами. Весной 1904 года, действуя, как полагают, по наущению членов ордена Сенусия, вадайцы напали на французские почтовые посты в регионе Шари и увели много рабов. У Томба (13 мая 1904) они потерпели сокрушительное поражение, но вскоре вновь возобновили свои набеги, о чём свидетельствуют постоянные стычки на западных и юго-западных рубежах Вадаи в 1905—1907 годах. Бои привели к усилению позиций французов и их союзника Асила.

## Кампания

### Первый этап
В 1908 Дудмурра, опять же, вероятно, при содействии сенуситов, провозгласил джихад. В октябре 1908 года перед французскими войсками правительство поставило задачу «умиротворить» Вадаи. Французский капитан Жан Жозеф Фигеншу, командующий субдистрикта Фитри, получил в апреле 1909 года данные о планировании нападения султана Вадаи Мухаммеда Салиха, известного как Дудмурра (Грозный Лев), на поселение Биркет Фатима. Фигеншу, во главе отряда из 180 сенегальских стрелков с 2 пушками и 300 союзников из числа сторонников свергнутого Дудмуррой Асила, направляется к столице султаната, городу Абеше. В сражении при Вади Шаук (он же бой при Джохамэ) 1 июня 1909 года французский отряд разбивает войска Дудмурры, уничтожив 360 вадайцев при собственных потерях в 2 человека. Самого Фигеншу в этом бою серьёзно ранили в шею.
Французский отряд занял столицу 2 июня, после короткой бомбардировки, но султан успел бежать на север, к своему союзнику, султану Тадж ад-Дину из области Дар-Массалит на границе с Дарфуром. Новым султаном праздновавшими победу французами был посажен Асил. Помимо этого, считая себя отныне полноценными хозяевами Вадаи, колониальные власти выпустили приказ о сдаче всего стрелкового оружия. К октябрю их контроль распространился на многие провинции (дары) султаната — Дар-Тама, Дар-Сила, Дар-Рунга и Дар-Кимр. Дар-эль-Масалит, земля племён масалитов, где скрылся в поисках союзников Мухаммед Салих, оставался непокорённым.
Французских сил было недостаточно для полной защиты 900-километровой границы с землями масалитов, в непосредственной близости от места проживания различных воинственных племён. Первый набег произошёл к концу 1909 года, когда султан Дар-эль-Масалита Тадж ад-Дин напал на окрестности Абеше. Фигеншу, оправившись от раны, с отрядом сенегальских стрелков (3 офицера, 109 рядовых) отправился 31 декабря преследовать его. 4 января 1910 года французская колонна попала в засаду у Вади Кадья, рядом с современным Эль-Генейна в Судане, и была почти полностью истреблена — лишь восьми европейцам и трем союзникам-африканцам удалось спастись. Воины султана заполучили в качестве трофеев 180 винтовок и 20 000 патронов к ним.
После получения известия о катастрофе у Вади Кадья, подполковник Анри Молль, назначенный военным губернатором Чада, стал готовить карательную экспедицию. Спустя пять недель после гибели отряда Фигеншу, под командованием Жюльена в неспокойный Абеше прибыли французские подкрепления. К этому времени свергнутый Дудмурра возобновил нападения в попытке вернуть свою власть захватом столицы, но был побеждён 17 апреля возле Бильтина одним из братьев Асила по имени Сегеирам, и в очередной раз вынужден был отступить к масалитам. В то же время, около 1500 воинов народности Фор под командованием Адама Риджала (Adoum Roudjial), полководца дарфурского султана Али Динара, укрепившись в Гереде, разграбили район Дар-Тамы.
В конце марта капитан Шовело (Chauvelot), по приказу командира Жюльена, со 120 сенегальскими стрелками и некоторыми вспомогательными войсками, напал на укреплённый лагерь Риджала у Гереды. В получасовом ближнем бою французский отряд, истратив 11 000 патронов, понёс потери — 2 убитых и 17 раненых, но обратил в бегство дарфурцев, потерявших в этом бою убитыми 200 человек.

### Второй этап
В середине 1910 года французские власти сконцентрировали в Центральной Африке 4200 солдат, разделённых на двенадцать отдельных отрядов, по четыре на провинции Убанги-Шари, Чад и Вадаи. В начале октября приготовления к карательной экспедиции были завершены, и 26 октября Молл с отрядом до 600 человек выдвинулся к масалитам.
Французские войска были разделены на две колонны: первая колонна, состоявшая из немногим более 300 стрелков (при поддержке 200 чел. вспомогательных войск), под командованием полковника Молла направлялась в сторону масалитской столицы Darjil (Drijele), навстречу армии масалитов; вторая колонна (130 стрелков), которую возглавлял капитан Арно, должна была преградить путь Дудмурре при попытке вторжения в Вадаи.
Первая колонна пересекла 5 ноября границу масалитских земель и 8 ноября достигла Доротэ, остановившись там для пополнения запаса воды. За действиями французских войск наблюдали Тадж эд-Дин и Дудмурра, в армии которых насчитывалось от 4 до 5 тысяч всадников. Два султана начали атаку утром 9 ноября. Удивлённые французы не смогли быстро сплотиться, чтобы отбить атаку нападавших, перешедших к разрушению лагеря. В лагере завязалась ожесточённая рукопашная схватка. Подполковник Молл был смертельно ранен копьём в шею. Султан Тадж эд-Дин также был убит в столкновении, что свело на нет сплочённость масалитов, которые тут же принялись грабить лагерь.
Капитан Шовело, вернувшись к началу нападения масалитов из патруля, собрал на возвышенности выживших бойцов — в общей сложности около 100 стрелков. Группа Шовело ударила нападавшим, которые принялись грабить лагерь, в спину, вернула под контроль пушки и заставила масалитов бежать с поля боя. Те оставили на поле 600 мёртвых, в том числе Тадж эд-Дина и 40 членов его семьи. Дудмурра, потерявший основного союзника в лице погибшего султана, также бежал. Из европейцев пятеро были в состоянии продолжить борьбу, восемь офицеров были убиты, пятеро ранены. 28 из 310 сенегальских стрелков были мертвы, 69 ранены и 14 пропали без вести. Боеприпасы были почти исчерпаны, практически все вьючные и ездовые животные — украдены или убиты, контакта с колонной капитана Арно уже не существовало. Следовало ожидать новой атаки масалитов в любое время.
Командир второго отряда, капитан Арно, получив неясные донесения о поражении у селения Бир Тавил, маршем отправился к месту сражения. 17 ноября колонны соединились, а затем 20 добрались до Абеше, где новость о новой катастрофе ввергла в панику население. Бой также вызвал переполох во Франции. На место погибшего Молла был послан подполковник Ларжо, получивший новые полномочия для борьбы с масалитами.

### Третий этап
После краткого затишья, вызванного перегруппировкой и консолидацией боевых отрядов, в начале 1911 года французские войска подчинили воле колониальных властей султана области Дар-аль-Кути. После этой операции французы активизировали действия на востоке, нанеся поражение Фор, которые в то время совершили набег на незащищённую провинцию Дар-Тама, уведя оттуда много рабов. Одному из подразделений, под командованием Шовело, удалось 11 апреля изгнать Фор из их базы в селении Капка, и эта область перешла под французскую юрисдикцию.
В северных районах горного массива Эннеди группа мехаристов (верблюжьей кавалерии) из 120 всадников и 200 союзников под командованием майора Иллера (Hillaire), разгромила в мае отряды племён Хоан (Khoan) у Сиди-Салеха. Нападения банд туарегов на выживших Хоан у Кассоана, и 20 мая — возле Кафры, вынудили тех бежать в Дарфур.
Капитан Шовело 29 июня, при разведке местности, встретился с силами Дудмурры, насчитывавшими до 2000 человек. Между тем, в июне — августе 1911 года в провинции Дар-Тама вспыхнуло восстание, названное позднее восстанием Кодои (Kodoi-Rebellion) — племён, которые сопротивлялись сбору податей новыми хозяевами континента. Отряд повстанцев был быстро рассеян, но Дудмурре вновь удалось бежать в земли масалитов. Он предложил в ближайшее время отказаться от борьбы и сложить оружие, если взамен ему будет предоставлен во владение небольшой домен в приграничном районе. 14 октября Дудмурра официально отрёкся от престола, передав власть над Вадаи французской делегации, а затем направился в Абеше, въехав 27 октября в город на белом коне павшего подполковника Молла. После этого он был помещён под домашний арест в Форт-Лами (нынешняя Нджамена), но при этом получал пенсию в размере 40 £ в месяц.

## Последствия
Преемником Тадж аль-Дина как султана Дар-эль-Масалита в 1910 году стал Бахр аль-Дин Абу Бакр Исмаил, который правил под французским контролем до 1951 года. После начала итальянского завоевания Триполитании и Киренаики караваны с рабами перестали курсировать до Бенгази. Местные правители были, таким образом, лишены основного источника дохода, с помощью которого они финансировали свои частные армии. Являвшийся марионеткой в руках французов Асил правил под французским протекторатом всего несколько месяцев и был низложен в июне 1912 года, а вся власть сосредоточилась непосредственно в руках французской администрации. Вадаи превратился во французскую колонию.

## Вооружение
Французская колониальная армия была представлена в этой войне сенегальскими стрелками (тиральеры), традиционно носившими тёмно-синие кители, красные фески со спадающей на плечо голубой кистью, бриджи и сандалии с обмотками. Вооружены они были надёжной магазинной винтовкой системы Лебеля образца 1886 года Mle1886 M93, которая с незначительными модификациями стояла на вооружении французской армии до 1960 года. Винтовка Лебель (fusil Lebel) образца 1886 года является оружием с ручной перезарядкой при помощи продольно скользящего поворотного затвора, а её скорострельность достигает 10 выстрелов в минуту. Также следует отметить огромную по тем временам прицельную дальность стрельбы — до 2400 метров. Пулемёты не использовались французской колониальной армией в этих кампаниях. Часто в качестве оружия применялся мачете (panga). Офицеры носили стандартную тропическую форму.
Масалиты были известны во всём регионе как воинственное племя. Обычно они носили белые одежды, а высшее сословие в дополнение носило белые тюрбаны и перевязи. В бою они использовали метательные ножи (60-90 см.) и топоры, а если у них имелось огнестрельное оружие, то в основном это были магазинные винтовки компании Remington Arms.Традиционно масалиты вели боевые действия в группах с авангардом из сотни всадников, за которым следовала основная колонна пехотинцев. Конница также замыкала шествие отряда.
- Открытка, запечатлевшая сенегальского тиральера из Французского Конго, около 1905 года
- Иллюстрация из «Le Petit Journal» от 6 января 1907 года, изображающая атаку вадайской кавалерии  (Les Cuirassiers du Oudai)